# Liste der Kulturdenkmäler in Nieste (Gemeinde)
Die folgende Liste enthält die in der Denkmaltopographie ausgewiesenen Kulturdenkmäler auf dem Gebiet  der Gemeinde Nieste, Landkreis Kassel, Hessen.
Hinweis: Die Reihenfolge der Denkmäler in dieser Liste orientiert sich zunächst an Ortsteilen und anschließend der Anschrift, alternativ ist sie auch nach der Bezeichnung, der vom Landesamt für Denkmalpflege vergebenen Nummer oder der Bauzeit sortierbar.
Kulturdenkmäler werden fortlaufend im Denkmalverzeichnis des Landes Hessen durch das Landesamt für Denkmalpflege Hessen auf Basis des Hessischen Denkmalschutzgesetzes (HDSchG) geführt. Die Schutzwürdigkeit eines Kulturdenkmals hängt nicht von der Eintragung in das Denkmalverzeichnis des Landes Hessen oder der Veröffentlichung in der Denkmaltopographie ab.

## Liste der Kulturdenkmäler

### Gesamtanlage Historischer Ortskern
| Bild            | Bezeichnung                       | Lage | Beschreibung                                 | Bauzeit | Objekt-Nr. |
| --------------- | --------------------------------- | --- | -------------------------------------------- | ------- | ---------- |
| Bild gesucht BW |                                   | An der Alten Post 2, An der Kirche, Bergstraße, Kasseler Straße 1–11, Kaufunger Straße 1–3, 2–10, Renthof 1–9, 2, Witzenhäuser Straße 1–43, 2–32 LageFlur: 2, 14, Flurstück: |                                              |         | 88316 DDB  |
| Bild gesucht BW |                                   | An der Alten Post 2 LageFlur: 14, Flurstück: 54 | nur als Teil der Gesamtanlage                |         | 898371     |
| Bild gesucht BW | Evangelische Kirche               | An der Kirche LageFlur: 2, Flurstück: 19 | mit der Wehrmauer                            |         | 88154 DDB  |
| Bild gesucht BW | Ehem. Schule                      | An der Kirche 1 LageFlur: 2, Flurstück: 21 |                                              |         | 88153 DDB  |
| Bild gesucht BW |                                   | An der Kirche 2 LageFlur: 2, Flurstück: 20/1 | nur als Teil der Gesamtanlage                |         | 898366     |
| Bild gesucht BW |                                   | An der Kirche 3 LageFlur: 2, Flurstück: 11 | nur als Teil der Gesamtanlage                |         | 898367     |
| Bild gesucht BW |                                   | An der Kirche 5 LageFlur: 2, Flurstück: 10 | nur als Teil der Gesamtanlage                |         | 898320     |
| Bild gesucht BW |                                   | Bergstraße 1 LageFlur: 14, Flurstück: 34 | nur als Teil der Gesamtanlage                |         | 898328     |
| Bild gesucht BW |                                   | Bergstraße 1A LageFlur: 14, Flurstück: 33 | nur als Teil der Gesamtanlage                |         | 898334     |
| Bild gesucht BW |                                   | Bergstraße 2 LageFlur: 14, Flurstück: 92 |                                              |         | 88155 DDB  |
| Bild gesucht BW |                                   | Bergstraße 3 LageFlur: 14, Flurstück: 35 | nur als Teil der Gesamtanlage                |         | 898335     |
| Bild gesucht BW |                                   | Bergstraße 4 LageFlur: 14, Flurstück: 91 | nur als Teil der Gesamtanlage                |         | 898347     |
| Bild gesucht BW |                                   | Bergstraße 5 LageFlur: 14, Flurstück: 36 |                                              |         | 88156 DDB  |
| Bild gesucht BW |                                   | Bergstraße 6 LageFlur: 14, Flurstück: 90/1 | nur als Teil der Gesamtanlage                |         | 898346     |
| Bild gesucht BW |                                   | Bergstraße 7 LageFlur: 14, Flurstück: 48 |                                              |         | 88157 DDB  |
| Bild gesucht BW |                                   | Bergstraße 8 LageFlur: 14, Flurstück: 89 | nur als Teil der Gesamtanlage                |         | 898365     |
| Bild gesucht BW | Hofanlage                         | Bergstraße 9 LageFlur: 14, Flurstück: 50/2 | Wohnhaus und Stallscheune                    |         | 88158 DDB  |
| Bild gesucht BW |                                   | Bergstraße 10 LageFlur: 14, Flurstück: 86 | nur als Teil der Gesamtanlage                |         | 898344     |
| Bild gesucht BW | Hofanlage                         | Bergstraße 11 LageFlur: 14, Flurstück: 51 | mit Scheune, Wirtschaftsgebäude und Hofmauer |         | 88159 DDB  |
| Bild gesucht BW |                                   | Bergstraße 12 LageFlur: 14, Flurstück: 87 | nur als Teil der Gesamtanlage                |         | 898345     |
| Bild gesucht BW |                                   | Bergstraße 14 LageFlur: 14, Flurstück: 85 | nur als Teil der Gesamtanlage                |         | 898343     |
| Bild gesucht BW |                                   | Bergstraße 15 LageFlur: 14, Flurstück: 58/2 |                                              |         | 88160 DDB  |
| Bild gesucht BW |                                   | Bergstraße 16 LageFlur: 14, Flurstück: 84 | nur als Teil der Gesamtanlage                |         | 898342     |
| Bild gesucht BW |                                   | Bergstraße 17 LageFlur: 14, Flurstück: 74 |                                              |         | 88161 DDB  |
| Bild gesucht BW |                                   | Bergstraße 18 LageFlur: 14, Flurstück: 83 | nur als Teil der Gesamtanlage                |         | 898341     |
| Bild gesucht BW |                                   | Bergstraße 19 LageFlur: 14, Flurstück: 72 | nur als Teil der Gesamtanlage                |         | 898337     |
| Bild gesucht BW |                                   | Bergstraße 20 LageFlur: 14, Flurstück: 82 | nur als Teil der Gesamtanlage                |         | 898340     |
| Bild gesucht BW |                                   | Bergstraße 21 LageFlur: 14, Flurstück: 71 | nur als Teil der Gesamtanlage                |         | 898336     |
| Bild gesucht BW |                                   | Bergstraße 22 LageFlur: 14, Flurstück: 77 | nur als Teil der Gesamtanlage                |         | 898338     |
| Bild gesucht BW |                                   | Bergstraße 22A LageFlur: 14, Flurstück: 78 | nur als Teil der Gesamtanlage                |         | 898339     |
| Bild gesucht BW |                                   | Bergstraße 23 LageFlur: 14, Flurstück: 70/1 | nur als Teil der Gesamtanlage                |         | 898370     |
| Bild gesucht BW |                                   | Kasseler Straße 1 LageFlur: 2, Flurstück: 16 |                                              |         | 88162 DDB  |
| Bild gesucht BW | Schule                            | Kasseler Straße 2 LageFlur: 14, Flurstück: 24 |                                              |         | 88163 DDB  |
| Bild gesucht BW |                                   | Kasseler Straße 3 LageFlur: 2, Flurstück: 14 |                                              |         | 88164 DDB  |
| Bild gesucht BW |                                   | Kasseler Straße 4 LageFlur: 14, Flurstück: 23 | nur als Teil der Gesamtanlage                |         | 898330     |
| Bild gesucht BW |                                   | Kasseler Straße 5 LageFlur: 2, Flurstück: 13 | nur als Teil der Gesamtanlage                |         | 898321     |
| Bild gesucht BW |                                   | Kasseler Straße 5A LageFlur: 2, Flurstück: 9 | nur als Teil der Gesamtanlage                |         | 898319     |
| Bild gesucht BW |                                   | Kasseler Straße 6 LageFlur: 14, Flurstück: 17 |                                              |         | 88165 DDB  |
| Bild gesucht BW |                                   | Kasseler Straße 7 LageFlur: 2, Flurstück: 6, 8 |                                              |         | 88166 DDB  |
| Bild gesucht BW |                                   | Kasseler Straße 8 LageFlur: 14, Flurstück: 18 |                                              |         | 88167 DDB  |
| Bild gesucht BW | Ehem. Hannoversches Forsthaus     | Kasseler Straße 9 LageFlur: 2, Flurstück: 6, 8 |                                              |         | 88166 DDB  |
| Bild gesucht BW |                                   | Kasseler Straße 10 LageFlur: 14, Flurstück: 19 |                                              |         | 88168 DDB  |
| Bild gesucht BW |                                   | Kasseler Straße 11 LageFlur: 2, Flurstück: 4/2 |                                              |         | 88169 DDB  |
| Bild gesucht BW |                                   | Kaufunger Straße 1 LageFlur: 2, Flurstück: 55 | nur als Teil der Gesamtanlage                |         | 898324     |
| Bild gesucht BW |                                   | Kaufunger Straße 1A LageFlur: 2, Flurstück: 56/3 |                                              |         | 88180 DDB  |
| Bild gesucht BW |                                   | Kaufunger Straße 2 LageFlur: 2, Flurstück: 23 | nur als Teil der Gesamtanlage                |         | 898322     |
| Bild gesucht BW |                                   | Kaufunger Straße 3 LageFlur: 2, Flurstück: 54 | nur als Teil der Gesamtanlage                |         | 898323     |
| Bild gesucht BW |                                   | Kaufunger Straße 4 LageFlur: 2, Flurstück: 26 |                                              |         | 88171 DDB  |
| Bild gesucht BW |                                   | Kaufunger Straße 6 LageFlur: 2, Flurstück: 27 |                                              |         | 88173 DDB  |
| Bild gesucht BW |                                   | Kaufunger Straße 8 LageFlur: 2, Flurstück: 39 | nur als Teil der Gesamtanlage                |         | 898363     |
| Bild gesucht BW |                                   | Kaufunger Straße 10 LageFlur: 2, Flurstück: 38/1 |                                              |         | 88175 DDB  |
| Bild gesucht BW |                                   | Renthof 1 LageFlur: 14, Flurstück: 24, 25 | Wohnhaus mit Anbau                           |         | 88176 DDB  |
| Bild gesucht BW |                                   | Renthof 2 LageFlur: 14, Flurstück: 27 | nur als Teil der Gesamtanlage                |         | 898331     |
| Bild gesucht BW |                                   | Renthof 3 LageFlur: 14, Flurstück: 29 | nur als Teil der Gesamtanlage                |         | 898332     |
| Bild gesucht BW |                                   | Renthof 5 LageFlur: 14, Flurstück: 28 |                                              |         | 88177 DDB  |
| Bild gesucht BW |                                   | Renthof 7 LageFlur: 14, Flurstück: 31 | nur als Teil der Gesamtanlage                |         | 898333     |
| Bild gesucht BW |                                   | Renthof 9 LageFlur: 14, Flurstück: 39 |                                              |         | 88178 DDB  |
| Bild gesucht BW |                                   | Renthof 11 LageFlur: 14, Flurstück: 37/2 | nur als Teil der Gesamtanlage                |         | 898369     |
| Bild gesucht BW | Ehem. Gasthaus                    | Wilhelm-Heitmann-Platz 1 LageFlur: 2, Flurstück: 56/3 |                                              |         | 88179 DDB  |
| Bild gesucht BW |                                   | Wilhelm-Heitmann-Platz 3 LageFlur: 2, Flurstück: 56/3 | nur als Teil der Gesamtanlage                |         | 898378     |
| Bild gesucht BW |                                   | Witzenhäuser Straße 1 LageFlur: 14, Flurstück: 93 | nur als Teil der Gesamtanlage                |         | 898348     |
| Bild gesucht BW |                                   | Witzenhäuser Straße 2 LageFlur: 2, Flurstück: 56/3 |                                              |         | 88179 DDB  |
| Bild gesucht BW |                                   | Witzenhäuser Straße 3 LageFlur: 14, Flurstück: 94 | nur als Teil der Gesamtanlage                |         | 898349     |
| Bild gesucht BW |                                   | Witzenhäuser Straße 5 LageFlur: 14, Flurstück: 95 | nur als Teil der Gesamtanlage                |         | 898350     |
| Bild gesucht BW | Ehem. Schule                      | Witzenhäuser Straße 6 LageFlur: 2, Flurstück: 58/1 |                                              |         | 88181 DDB  |
| Bild gesucht BW |                                   | Witzenhäuser Straße 7 LageFlur: 14, Flurstück: 96/1 |                                              |         | 88182 DDB  |
| Bild gesucht BW |                                   | Witzenhäuser Straße 8 LageFlur: 2, Flurstück: 61 |                                              |         | 88183 DDB  |
| Bild gesucht BW |                                   | Witzenhäuser Straße 9 LageFlur: 14, Flurstück: 97 | nur als Teil der Gesamtanlage                |         | 898351     |
| Bild gesucht BW |                                   | Witzenhäuser Straße 10 LageFlur: 2, Flurstück: 62/1 | nur als Teil der Gesamtanlage                |         | 898368     |
| Bild gesucht BW |                                   | Witzenhäuser Straße 11 LageFlur: 14, Flurstück: 98 | nur als Teil der Gesamtanlage                |         | 898352     |
| Bild gesucht BW |                                   | Witzenhäuser Straße 12 LageFlur: 2, Flurstück: 63 | nur als Teil der Gesamtanlage                |         | 898325     |
| Bild gesucht BW |                                   | Witzenhäuser Straße 14 LageFlur: 2, Flurstück: 64 | nur als Teil der Gesamtanlage                |         | 898326     |
| Bild gesucht BW |                                   | Witzenhäuser Straße 15 LageFlur: 14, Flurstück: 100 | nur als Teil der Gesamtanlage                |         | 898353     |
| Bild gesucht BW |                                   | Witzenhäuser Straße 16 LageFlur: 2, Flurstück: 65/1 | nur als Teil der Gesamtanlage                |         | 898327     |
| Bild gesucht BW |                                   | Witzenhäuser Straße 18 LageFlur: 2, Flurstück: 66 |                                              |         | 88184 DDB  |
| Bild gesucht BW |                                   | Witzenhäuser Straße 19 LageFlur: 14, Flurstück: 104/1 | nur als Teil der Gesamtanlage                |         | 898372     |
| Bild gesucht BW |                                   | Witzenhäuser Straße 20 LageFlur: 14, Flurstück: 125 | nur als Teil der Gesamtanlage                |         | 898361     |
| Bild gesucht BW |                                   | Witzenhäuser Straße 21 LageFlur: 14, Flurstück: 110 | nur als Teil der Gesamtanlage                |         | 898373     |
| Bild gesucht BW |                                   | Witzenhäuser Straße 22 LageFlur: 14, Flurstück: 126 | nur als Teil der Gesamtanlage                |         | 898362     |
| Bild gesucht BW | Ehem. Gasthaus und Zigarrenfabrik | Witzenhäuser Straße 24 LageFlur: 14, Flurstück: 127 |                                              |         | 88185 DDB  |
| Bild gesucht BW | Scheune                           | Witzenhäuser Straße 24 LageFlur: 14, Flurstück: 127 |                                              |         | 88185 DDB  |
| Bild gesucht BW |                                   | Witzenhäuser Straße 26 LageFlur: 14, Flurstück: 130 | nur als Teil der Gesamtanlage                |         | 898354     |
| Bild gesucht BW |                                   | Witzenhäuser Straße 27 LageFlur: 14, Flurstück: 112 | nur als Teil der Gesamtanlage                |         | 898358     |
| Bild gesucht BW |                                   | Witzenhäuser Straße 28 LageFlur: 14, Flurstück: 131 | nur als Teil der Gesamtanlage                |         | 898355     |
| Bild gesucht BW |                                   | Witzenhäuser Straße 29 LageFlur: 14, Flurstück: 113 | nur als Teil der Gesamtanlage                |         | 898375     |
| Bild gesucht BW |                                   | Witzenhäuser Straße 30 LageFlur: 14, Flurstück: 132 | nur als Teil der Gesamtanlage                |         | 898356     |
| Bild gesucht BW |                                   | Witzenhäuser Straße 31 LageFlur: 14, Flurstück: 113 | nur als Teil der Gesamtanlage                |         | 898374     |
| Bild gesucht BW |                                   | Witzenhäuser Straße 32 LageFlur: 14, Flurstück: 133 | nur als Teil der Gesamtanlage                |         | 898357     |
| Bild gesucht BW |                                   | Witzenhäuser Straße 33 LageFlur: 14, Flurstück: 115 | nur als Teil der Gesamtanlage                |         | 898359     |
| Bild gesucht BW |                                   | Witzenhäuser Straße 35 LageFlur: 14, Flurstück: 116 | nur als Teil der Gesamtanlage                |         | 898376     |
| Bild gesucht BW |                                   | Witzenhäuser Straße 37 LageFlur: 14, Flurstück: 117 | nur als Teil der Gesamtanlage                |         | 898379     |
| Bild gesucht BW |                                   | Witzenhäuser Straße 39 LageFlur: 14, Flurstück: 118/1 | nur als Teil der Gesamtanlage                |         | 898380     |
| Bild gesucht BW |                                   | Witzenhäuser Straße 41 LageFlur: 14, Flurstück: 119/2 | nur als Teil der Gesamtanlage                |         | 898360     |
| Bild gesucht BW |                                   | Witzenhäuser Straße 43 LageFlur: 14, Flurstück: 121 | nur als Teil der Gesamtanlage                |         | 898377     |
| Bild gesucht BW |                                   | Zur Warte 11 LageFlur: 14, Flurstück: 16 | nur als Teil der Gesamtanlage                |         | 898329     |

### Sachgesamtheit II Historische Grenzsteine
| Bild            | Bezeichnung | Lage                                                                  | Beschreibung | Bauzeit | Objekt-Nr. |
| --------------- | ----------- | --------------------------------------------------------------------- | ------------ | ------- | ---------- |
| Bild gesucht BW | Grenzsteine | Wartenhof, Wartering LageFlur: 1, Flurstück: 182/4                    |              |         | 88319 DDB  |
| Bild gesucht BW | Grenzsteine | Schöne Aussicht LageFlur: 1, Flurstück: 196/1                         |              |         | 88319 DDB  |
| Bild gesucht BW | Grenzsteine | Vor der Warte LageFlur: 1, Flurstück: 18/88, 18/89, 18/90, 18/91, 197 |              |         | 88319 DDB  |
| Bild gesucht BW | Grenzsteine | Sensensteiner Weg LageFlur: 5, 6, Flurstück: 59/4, 83/1, 94/5         |              |         | 88319 DDB  |
| Bild gesucht BW | Grenzsteine | Beim Kesselgraben LageFlur: 6, Flurstück: 23, 25, 98/24, 99/24        |              |         | 88319 DDB  |

### Einzeldenkmale
| Bild            | Bezeichnung                  | Lage                                                  | Beschreibung | Bauzeit | Objekt-Nr. |
| --------------- | ---------------------------- | ----------------------------------------------------- | ------------ | ------- | ---------- |
| Bild gesucht BW | Blankschmiede                | Kasparwiesen LageFlur: 11, Flurstück: 518             |              |         | 88362 DDB  |
| Bild gesucht BW | Ehem. Getreidemühle          | Kaufunger Straße 13 LageFlur: 2, Flurstück: 122       |              |         | 88186 DDB  |
| Bild gesucht BW | Ehemaliges Forsthaus         | Sensenstein LageFlur: 8, Flurstück: 98/3              |              |         | 88188 DDB  |
| Bild gesucht BW | Wallanlagen Burg Sensenstein | Sensenstein LageFlur: 8, Flurstück: 98/3              |              |         | 88361 DDB  |
| Bild gesucht BW | Ehem. Forsthaus mit Backhaus | Zum Forsthaus 2 LageFlur: 11, Flurstück: 307/1, 307/2 |              |         | 88187 DDB  |